# Pardosa dromaea
Pardosa dromaea är en spindelart som först beskrevs av Tord Tamerlan Teodor Thorell 1878.  Pardosa dromaea ingår i släktet Pardosa och familjen vargspindlar. Inga underarter finns listade i Catalogue of Life.